# 塔佐夫斯基區

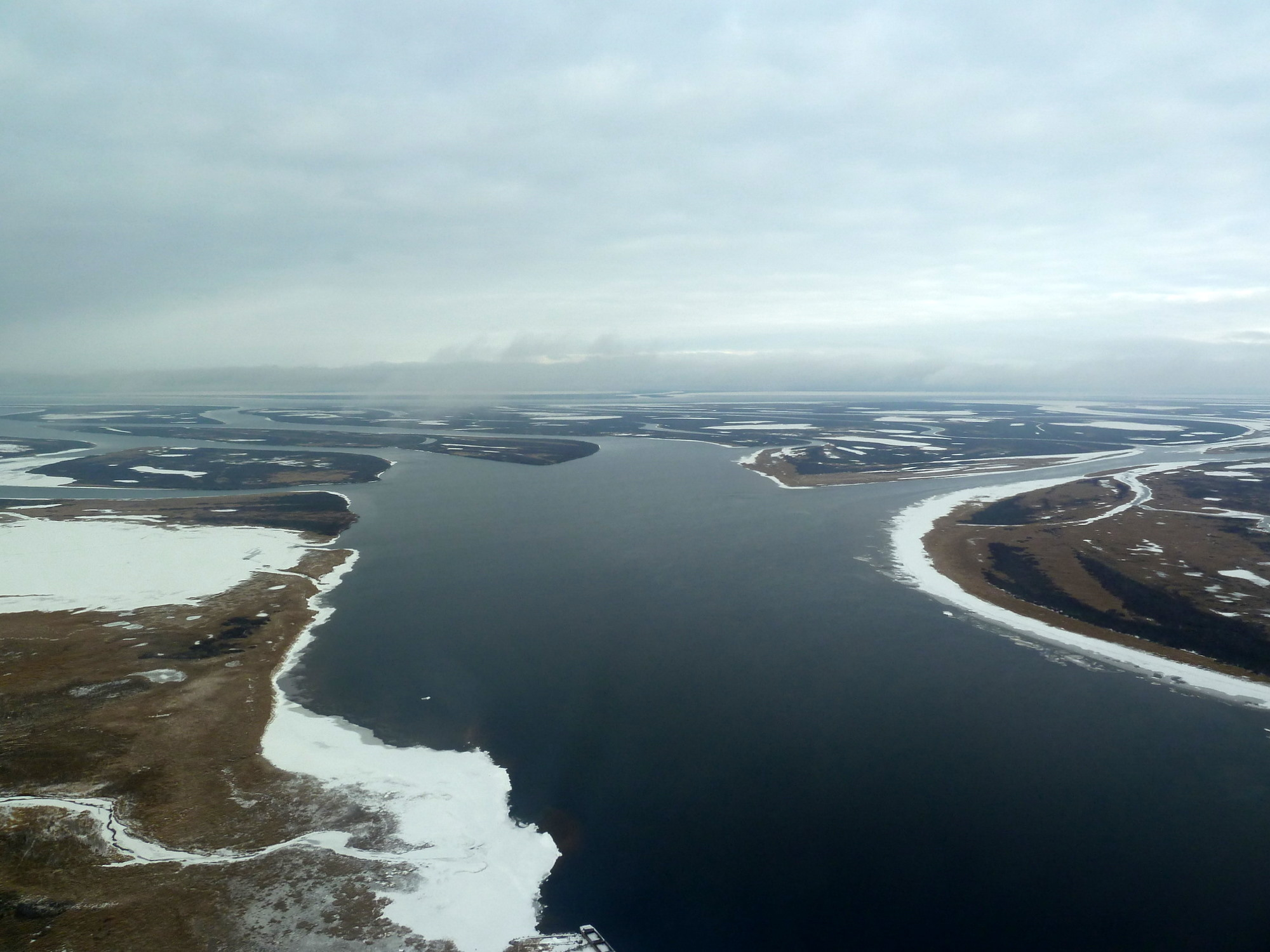

67°28′40″N 78°43′02″E / 67.47778°N 78.71722°E
塔佐夫斯基區（俄语：Тазовский район），是俄羅斯的一個區，位於該國北部，由亞馬爾-涅涅茨自治區負責管轄，面積174,343.92平方公里，2010年人口16,537，人口密度每平方公里0.09人。